# ویکتور الیاس
ویکتور الیاس (انگلیسی: Víctor Elías؛ زادهٔ ۳ مارس ۱۹۹۱) بازیگر، خواننده، نوازنده پیانو، آهنگساز، و کارگردان موسیقی اهل اسپانیا است.
از فیلم‌ها یا برنامه‌های تلویزیونی که وی در آن نقش داشته است می‌توان به خانواده سرانو، ایزابل اشاره کرد.